# Devarodes bicolorata
Devarodes bicolorata är en fjärilsart som beskrevs av Druce 1907. Devarodes bicolorata ingår i släktet Devarodes och familjen mätare. Inga underarter finns listade i Catalogue of Life.